# Gatchaman - La battaglia dei pianeti/7 Zark 7
Gatchaman - La battaglia dei pianeti/7 Zark 7 è un singolo discografico dell'Orchestra e Coro di Augusto Martelli, pubblicato nel 1981.

## Descrizione
Gatchaman - La battaglia dei pianeti era la sigla della prima serie dell'anime Gatchaman - Battaglia dei pianeti scritta da Luigi Albertelli, su musica e arrangiamento di Augusto Martelli. La versione TV aveva un diverso arrangiamento rispetto a quella stampata su disco.
7 Zark 7 era il lato B, canzone dedicata alla serie, successivamente la musica è stata riutilizzata come sigla dell'anime Gloyzer X.

## Tracce
Lato A
1. Gatchaman - La battaglia dei pianeti – 2:36 (testo: Luigi Albertelli – musica: Augusto Martelli)

Lato B
1. 7 Zark 7 – 3:17 (testo: Luigi Albertelli – musica: Augusto Martelli)